# Carlson (entreprise)
Pour les articles homonymes, voir Carlson.
Carlson (souvent appelé Carlson Compagnies, qui est l'ancien nom du groupe) est une multinationale américaine du secteur du tourisme, basée à Minneapolis. Elle exploite notamment les hôtels Radisson, Regent et Park Inn ou encore la chaîne de restaurants T.G.I. Friday's.

## Portefeuille d'activités
Hôtels :
- Regent International Hotels (luxe)
- Radisson Hotels  (haut de gamme)
- Park Plaza Hotels & Resorts (économique)
- Country Inns & Suites by Carlson (milieu de gamme)
- Park Inn Hotels (milieu de gamme)

Restauration :
- Carlson Restaurants Worldwide
- Pick Up Stix
- T.G.I. Friday's

Voyages d'affaires :
- Carlson Wagonlit Travel

Marketing et incentives :
- Carlson Marketing Group

Croisières :
- Regent Seven Seas Cruises